# Viviz
Viviz (stylisé en minuscules, hangeul : 비비지 ; RR : Bibiji) est un girl group sud-coréen formé par BPM Entertainment. Le groupe est composé d'anciennes membres de GFriend : Eunha, SinB et Umji. Le groupe a fait ses débuts le 9 février 2022, avec le mini-album Beam of Prism.

## Nom
Le nom du groupe, VIVIZ, est une abréviation de l'expression « Vivid dayZ », qui rassemble les concepts de « clair, intense, et jours », définis par l'agence comme « le sens de devenir des artistes qui expriment toujours fièrement leurs propres couleurs au monde ». De plus, sa prononciation coréenne est « bi-bi-ji », faisant référence au nom des trois membres du groupe : Eunha (Jung Eun-bi), SinB (Hwang Eun-bi) et Umji.

## Histoire

### Depuis 2021
Le 6 octobre 2021, il est annoncé qu'Eunha, SinB et Umji, qui étaient d'anciens membres de GFriend, avaient signé un contrat chez BPM Entertainment et feraient leurs débuts en tant que trio. Le 8 octobre, le nom du groupe a été annoncé comme étant Viviz.
Le 24 janvier 2022, BPM Entertainment a annoncé que le groupe ferait ses débuts le 9 février 2022, avec la sortie de leur premier mini-album Beam of Prism. Après la sortie du mini-album, elles ont fait leurs débuts de promotions dans l'émission M Countdown de Mnet le 10 février. Le 16 février, exactement une semaine après leurs débuts, le groupe a remporté son premier prix d'émission musicale dans Show Champion.
Le 21 février 2022, Mnet a annoncé que Viviz participerait à la deuxième saison de l'émission de télé-réalité de Mnet Queendom, prévue de débuter en mars 2022.
Peu de temps après Queendom 2, BPM Entertainment a annoncé que le groupe ferait son retour avec un deuxième mini-album Summer Vibe et le titre principal Loveade.
Le 31 janvier 2023, le trio sort son troisième mini-album VarioUS avec pour titre principal Pull Up.

## Membres
| Nom de scène | Nom de scène | Nom de naissance | Nom de naissance | Date de naissance | Nationalité  |
| Romanisé     | Coréen       | Romanisé         | Coréen           | Date de naissance | Nationalité  |
| ------------ | ------------ | ---------------- | ---------------- | ----------------- | ------------ |
| Eunha        | 은하         | Jung Eun-bi      | 정은비           | 30 mai 1997       | Sud-coréenne |
| SinB         | 신비         | Hwang Eun-bi     | 황은비           | 3 juin 1998       | Sud-coréenne |
| Umji         | 엄지         | Kim Ye-won       | 김예원           | 19 août 1998      | Sud-coréenne |

## Discographie

### Album studio
| Année | Titre            | Détails                                                       | Classement | Ventes               |
| Année | Titre            | Détails                                                       | COR        | Ventes               |
| ----- | ---------------- | ------------------------------------------------------------- | ---------- | -------------------- |
| 2025  | A Montage of ( ) | - Date de sortie : 8 juillet 2025 - Label : BPM Entertainment | 7          | COR : plus de 65 000 |

### Mini-albums (EP)
| Année | Titre         | Détails                                                        | Classement | Ventes               |
| Année | Titre         | Détails                                                        | COR        | Ventes               |
| ----- | ------------- | -------------------------------------------------------------- | ---------- | -------------------- |
| 2022  | Beam of Prism | - Date de sortie : 9 février 2022 - Label : BPM Entertainment  | 2          | COR : plus de 50 000 |
| 2022  | Summer Vibe   | - Date de sortie : 6 juillet 2022 - Label : BPM Entertainment  | 8          | COR : plus de 78 700 |
| 2023  | Various       | - Date de sortie : 31 janvier 2023 - Label : BPM Entertainment | 4          | COR : plus de 78 100 |
| 2023  | Versus        | - Date de sortie : 2 novembre 2023 - Label : BPM Entertainment | 9          | COR : plus de 55 500 |
| 2024  | Voyage        | - Date de sortie : 7 novembre 2024 - Label : BPM Entertainment | 14         | COR : plus de 31 400 |

### Singles
| Année                                                          | Titre         | Classement | Album            |
| Année                                                          | Titre         | COR        | Album            |
| -------------------------------------------------------------- | ------------- | ---------- | ---------------- |
| 2022                                                           | Bop Bop!      | 102        | Beam of Prism    |
| 2022                                                           | Loveade       | 191        | Summer Vibe      |
| 2023                                                           | Pull Up       | 151        | Various          |
| 2023                                                           | Maniac        | 14         | Versus           |
| 2024                                                           | Shhh!         | —          | Voyage           |
| 2025                                                           | La La Love Me | 188        | A Montage of ( ) |
| "—" indique que le titre ne s'est pas classé dans cette région |               |            |                  |

### Autres singles
| Année                                                          | Titre           | Classement | Album              |
| Année                                                          | Titre           | COR        | Album              |
| -------------------------------------------------------------- | --------------- | ---------- | ------------------ |
| 2022                                                           | Red Sun! (환상) | —          | <Queendom 2> Final |
| 2022                                                           | Rum Pum Pum     | —          | Hors album         |
| "—" indique que le titre ne s'est pas classé dans cette région |                 |            |                    |

## Filmographie

### Shows TV
| Année | Titre      | Chaine | Ref.  | Classement final | Nombre de point |
| ----- | ---------- | ------ | ----- | ---------------- | --------------- |
| 2022  | Queendom 2 | Mnet   | [ 7 ] | 3e               | 54 419 points   |